# Giro de Italia 1983
La 66.ª edición del Giro de Italia se disputó entre el 12 de mayo y el 2 de junio de 1983, con un recorrido de 22 etapas, una de ellas doble, y 3922 km, que se recorrieron a una velocidad media de 38,937 km/h.
Eduardo Chozas y Alberto Fernández, en dos ocasiones, fueron los españoles que lograron triunfos parciales en la ronda italiana de 1983, aunque hubo otros que estuvieron también cerca de lograrlo, como Marino Lejarreta o Pedro Muñoz. En general, los ciclistas españoles rindieron a gran altura, sobre todo en las etapas de montaña. En la clasificación general final, hubo cuatro españoles entre los diez primeros: Alberto Fernández (3.º), Marino Lejarreta (6.º), Faustino Rupérez (7.º) y Eduardo Chozas (8.º). Además, Pedro Muñoz fue 11.º y Álvaro Pino, 19.º.
Sin embargo, el Giro estuvo dominado por el italiano Giuseppe Saronni, y solo el también italiano Roberto Visentini, pudo plantearle algún problema en las últimas etapas.

## Equipos participantes
| Equipo                          | Jefe de filas    |
| Alfa Lum-Olmo                   | Marino Lejarreta |
| Atala-Campagnolo                | Urs Freuler      |
| Bianchi-Piaggio                 | Silvano Contini  |
| Malvor-Bottecchia               | Emanuele Bombini |
| Del Tongo-Colnago               | Giuseppe Saronni |
| Dromedario-Alan-Sidermec        | Carmelo Barone   |
| Maria Pia - Europ Decor - Dries | Marc Sergeant    |
| Gemeaz Cusin - Zor              | Faustino Rupérez |
| Gis Gelati-Campagnolo           | Francesco Moser  |

| Equipo                       | Jefe de filas                         |
| Hoonved - Almoda - Perlav    | Eddy Schepers                         |
| Inoxpran-Lumenflon           | Giovanni Battaglin, Roberto Visentini |
| Eorotex-Magniflex            | Acácio da Silva                       |
| Metauro Mobili-Pinarello     | Lucien Van Impe                       |
| Mareno - Willier - Triestina | Daniele Antinori                      |
| Sammontana-Campagnolo        | Gianbattista Baronchelli              |
| Termolan - Galli - Ciocc     | Davide Cassani                        |
| Vivi - Benotto               | Franco Chioccioli                     |
| Wolber-Spidel                | Dominique Arnaud                      |

## Etapas
| Etapa | Fecha      | Recorrido                    | Km       | Ganador de la etapa  | Líder de la clasificación general |
| 1.ª   | 12 de mayo | Brescia-Mantua               | 70 (CRE) | Bianchi-Piaggio      | Tommy Prim                        |
| 2.ª   | 13 de mayo | Mantua-Comacchio             | 192      | Guido Bontempi       | Urs Freuler                       |
| 3.ª   | 14 de mayo | Comacchio-Fano               | 148      | Paolo Rosola         | Paolo Rosola                      |
| 4.ª   | 15 de mayo | Pésaro-Todi                  | 180      | Giuseppe Saronni     | Paolo Rosola                      |
| 5.ª   | 16 de mayo | Terni-Vasto                  | 269      | Eduardo Chozas       | Silvano Contini                   |
| 6.ª   | 17 de mayo | Vasto-Campitello Matese      | 145      | Alberto Fernández    | Silvano Contini                   |
| 7.ª   | 18 de mayo | Campitello-Salerno           | 216      | Moreno Argentin      | Giuseppe Saronni                  |
| 8.ª   | 19 de mayo | Salerno-Terracina            | 212      | Guido Bontempi       | Giuseppe Saronni                  |
| 9.ª   | 20 de mayo | Terracina-Montefiascone      | 225      | Riccardo Magrini     | Giuseppe Saronni                  |
| 10.ª  | 21 de mayo | Montefiascone-Bibbiena       | 232      | Palmiro Masciarelli  | Giuseppe Saronni                  |
| 11.ª  | 22 de mayo | Bibbiena-Pietrasanta         | 202      | Lucien Van Impe      | Giuseppe Saronni                  |
| 12.ª  | 23 de mayo | Pietrasanta-Reggio Emilia    | 180      | Alf Segersall        | Giuseppe Saronni                  |
| 13.ª  | 24 de mayo | Reggio Emilia-Parma          | 38 (CRI) | Giuseppe Saronni     | Giuseppe Saronni                  |
| 14.ª  | 25 de mayo | Parma-Savona                 | 248      | Gregor Braun         | Giuseppe Saronni                  |
| 15.ª  | 26 de mayo | Savona-Orta                  | 129      | Paolo Rosola         | Giuseppe Saronni                  |
| 16.ªa | 27 de mayo | Orta-Milán                   | 110      | Frank Hoste          | Giuseppe Saronni                  |
| 16.ªb | 27 de mayo | Milán-Bérgamo                | 100      | Giuseppe Saronni     | Giuseppe Saronni                  |
| 17.ª  | 28 de mayo | Bérgamo-Colle San Fermo      | 91       | Alberto Fernández    | Giuseppe Saronni                  |
| 18.ª  | 29 de mayo | Sarnico-Vicenza              | 178      | Paolo Rosola         | Giuseppe Saronni                  |
| 19.ª  | 30 de mayo | Vicenza-Selva di Val Gardena | 224      | Mario Beccia         | Giuseppe Saronni                  |
| 20.ª  | 31 de mayo | Selva di Val Gardena-Arabba  | 169      | Alessandro Paganessi | Giuseppe Saronni                  |
| 21.ª  | 1 de junio | Arabba-Gorizia               | 232      | Moreno Argentin      | Giuseppe Saronni                  |
| 22.ª  | 2 de junio | Gorizia-Udine                | 40 (CRI) | Roberto Visentini    | Giuseppe Saronni                  |

## Clasificaciones
| \| 1. \| Giuseppe Saronni \| Italia \| DEL \| 100h 45' 30s \| \| \| 2. \| Roberto Visentini \| Italia \| INO \| a 1' 07s \| \| \| 3. \| Alberto Fernández \| España \| ZOR \| a 3' 40s \| \| \| 4. \| Mario Beccia \| Italia \| BOT \| a 5' 55s \| \| \| 5. \| Dietrich Thurau \| Alemania Occidental \| DEL \| a 7' 44s \| \| \| 6. \| Marino Lejarreta \| España \| ALF \| a 7' 47s \| \| \| 7. \| Faustino Rupérez \| España \| ZOR \| a 8' 24s \| \| \| 8. \| Eduardo Chozas \| España \| ZOR \| a 9' 41s \| \| \| 9. \| Lucien Van Impe \| Bélgica \| MET \| a 10' 54s \| \| \| 10. \| Wladimiro Panizza \| Italia \| ATA \| a 12' 00s \| \| |                   |                     |     |              |  |
| 1. | Giuseppe Saronni  | Italia              | DEL | 100h 45' 30s |  |
| 2. | Roberto Visentini | Italia              | INO | a 1' 07s     |  |
| 3. | Alberto Fernández | España              | ZOR | a 3' 40s     |  |
| 4. | Mario Beccia      | Italia              | BOT | a 5' 55s     |  |
| 5. | Dietrich Thurau   | Alemania Occidental | DEL | a 7' 44s     |  |
| 6. | Marino Lejarreta  | España              | ALF | a 7' 47s     |  |
| 7. | Faustino Rupérez  | España              | ZOR | a 8' 24s     |  |
| 8. | Eduardo Chozas    | España              | ZOR | a 9' 41s     |  |
| 9. | Lucien Van Impe   | Bélgica             | MET | a 10' 54s    |  |
| 10. | Wladimiro Panizza | Italia              | ATA | a 12' 00s    |  |

| \| 1. \| Giuseppe Saronni \| Italia \| DEL \| 223 puntos \| \| 2. \| Moreno Argentin \| Italia \| SAM \| 149 puntos \| \| 3. \| Frank Hoste \| Bélgica \| MAR \| 139 puntos \| |                  |         |     |            |
| 1. | Giuseppe Saronni | Italia  | DEL | 223 puntos |
| 2. | Moreno Argentin  | Italia  | SAM | 149 puntos |
| 3. | Frank Hoste      | Bélgica | MAR | 139 puntos |

| \| 1. \| Lucien Van Impe \| Bélgica \| MET \| 70 puntos \| \| 2. \| Alberto Fernández \| España \| ZOR \| 43 puntos \| \| 3. \| Pedro Muñoz \| España \| ZOR \| 27 puntos \| |                   |         |     |           |
| 1. | Lucien Van Impe   | Bélgica | MET | 70 puntos |
| 2. | Alberto Fernández | España  | ZOR | 43 puntos |
| 3. | Pedro Muñoz       | España  | ZOR | 27 puntos |

| \| 1. \| Franco Chioccioli \| Italia \| VIV \| 101h 00' 52s \| \| 2. \| - \| - \| - \| - \| \| 3. \| - \| - \| - \| - \| |                   |        |     |              |
| 1. | Franco Chioccioli | Italia | VIV | 101h 00' 52s |
| 2. | -                 | -      | -   | -            |
| 3. | -                 | -      | -   | -            |

| \| 1. \| Gemeaz Cusin - Zor \| España \| ZOR \| - \| \| 2. \| - \| - \| - \| - \| \| 3. \| - \| - \| - \| - \| |                    |        |     |   |
| 1. | Gemeaz Cusin - Zor | España | ZOR | - |
| 2. | -                  | -      | -   | - |
| 3. | -                  | -      | -   | - |